# كابريفا دل فريولي (إيطاليا)
كابريفا ديل فريولي (Capriva del Friuli) (سلوفينيا: كوبريفنو؛ ستاندرد فريوليان: كابريف جنوب شرق فريوليان الايطالية (بالإنجليزية: Southeastern Friulian: Capriva) هي بلدة تقع حوالي 40 كيلومتر (25 ميل) شمال غرب تريستي(Trieste) و8 كيلو (5 ميل) غرب غوريزيا(Gorizia).
تحد كابريفا ديل فريولي: كورمونز، مورارو، موسى (فريولي فينيتسيا جوليا)، سان فلوريانو ديل كوليو، سان لورنزو إيسونتينو.
تقع البلدة في منطقة كولي (Collio) الثلجية، المعروفة بزراعة الكروم.

## تاريخيا
احتلت كابريفا ديل فريولي في العصر الروماني، وبعد ذلك تم دمجها في لومبارديا
(Lombardy). في ما يقارب 1000، أصبحت تحت سيطرة بطريركية أكويليا (Patriarchate of Aquileia)، وعدت إلى البندقية (Venetians) في عام 1428.
في القرن السادس عشر، أصبحت كابريفا جزءًا من أراضي مدينة هابسبورغ، واستمرت في الحكم من فيينا حتى بعد الحرب العالمية الأولى، عندما تم نقلها إلى إيطاليا(Italy).